# Vertes Années
Vertes Années est la trente-quatrième histoire de la série Les Tuniques bleues de Lambil et Raoul Cauvin. Elle est publiée pour la première fois du no 2840 au no 2847 du journal Spirou, puis en album en 1992.

## Résumé
Au début de l'histoire, le caporal Blutch a encore une fois déserté, et le sergent Chesterfield, parti à sa recherche, entend des bruits qui semblent être ceux d'un cheval. Il crie alors "Chaaaargez !" et tire des coups de feu, ce qui pousse la jument de Blutch, Arabesque, à faire semblant de tomber raide morte. Chesterfield attrape ainsi Blutch. En traversant une ville, le Caporal Blutch et un certain Doc Harding se reconnaissent.
Après avoir fait écrouer Blutch en prison pour la nuit, Chesterfield se rend dans le bar situé juste en face. Là-bas, Doc Harding lui avoue que son compagnon lui rappelle quelqu'un qu'il a connu jadis, puis commence à raconter son histoire. Quand le sergent demande le prénom du quelqu'un en question et que le docteur lui répond "Blutch", le sergent recrache sa bière et s'étouffe.
On apprend que Blutch fut déposé bébé devant la maison du docteur, mais que les gens du village décidèrent de placer le nourrisson en orphelinat. Enfant, Blutch déteste particulièrement le directeur tyrannique de cet établissement. Il réussit à s'enfuir avec l'aide du docteur.
Ils sillonnent ensemble le pays, vivant de petits boulots, Blutch se plaignant que c'est lui qui abat seul tout le travail, Doc passant son temps à boire leur maigre salaire.
Pendant ce récit, Chesterfield demande régulièrement à ce que le docteur s'arrête de raconter, pour se rendre à la prison en face apporter à Blutch une couverture, de quoi manger, ou laisser la porte de sa cellule ouverte, en réaction aux propos du docteur sur l'enfance à la dure de Blutch, la faim, ou son irrépressible désir de liberté.
À la fin de l'album, le docteur demande à voir Blutch, et l'aide à s'évader en mettant à sa place dans la cellule le shérif qui était chargé de le surveiller.
Chesterfield, contraint de rentrer au campement s'il ne veut pas à son tour passer pour déserteur, se voit blâmé par son supérieur et mis au trou pour la peine. Là, Blutch, revenu spontanément au camp, touché par les gestes bienveillants de Chesterfield la veille, rend la pareille à son compagnon de fortune en lui apportant sa pitance et son café pour la nuit, inversant les rôles.

## Personnages
- Sergent Chesterfield
- Caporal Blutch
- Doc Harding